# Erik Anners
Erik Gustaf Erland Anners, född 8 juni 1916 i Stockholm, död 22 september 1997 i Djursholm, var en svensk jurist och politiker.
Anners blev juris kandidat 1941 samt, efter tingstjänstgöring 1941–1943, juris licentiat och juris doktor 1952. Han var docent i rättshistoria i Uppsala 1953–1964.  Anners blev 1964 professor i rättshistoria med romersk rätt vid Uppsala universitet och 1967 i rättshistoria vid Stockholms universitet. Han blev emeritus  1981. Anners var ordförande i Föreningen Heimdal 1943–1944 samt förbundsordförande för Sveriges konservativa studentförbund 1944–1948. Som politiker var han landstingsman 1958–1962 och ledamot av andra kammaren 1963–1964 för högerpartiet. Anners invaldes som ledamot av Kungliga Vetenskapssamhället i Uppsala 1957 och som hedersledamot i Föreningen Heimdal 1961. Han var ansvarig utgivare av Svensk tidskrift 1957–1979. Erik Anners är begravd på Graninge kyrkogård.